# Ellis van Maarseveen
Ellis van Maarseveen (Amsterdam, 29 augustus 1962) is een Nederlands actrice.
Van Maarseveen studeerde in 1985 af aan de Toneelschool van Maastricht. Zij is een van de zeer weinige studenten die een jaar heeft mogen overslaan tijdens haar studie. Niet lang na haar afstuderen speelde ze samen met Geert de Jong en Lucas Vandervost in de dramaserie Adriaen Brouwer, of de vijf zintuigen. Na deze rol speelde ze samen met Ina van Faassen en Pieter Lutz in het toneelstuk Daar gaat de bruid. Samen met Willem Nijholt en Edda Barends speelde ze in Een Sneeuw.

## Internationale carrière

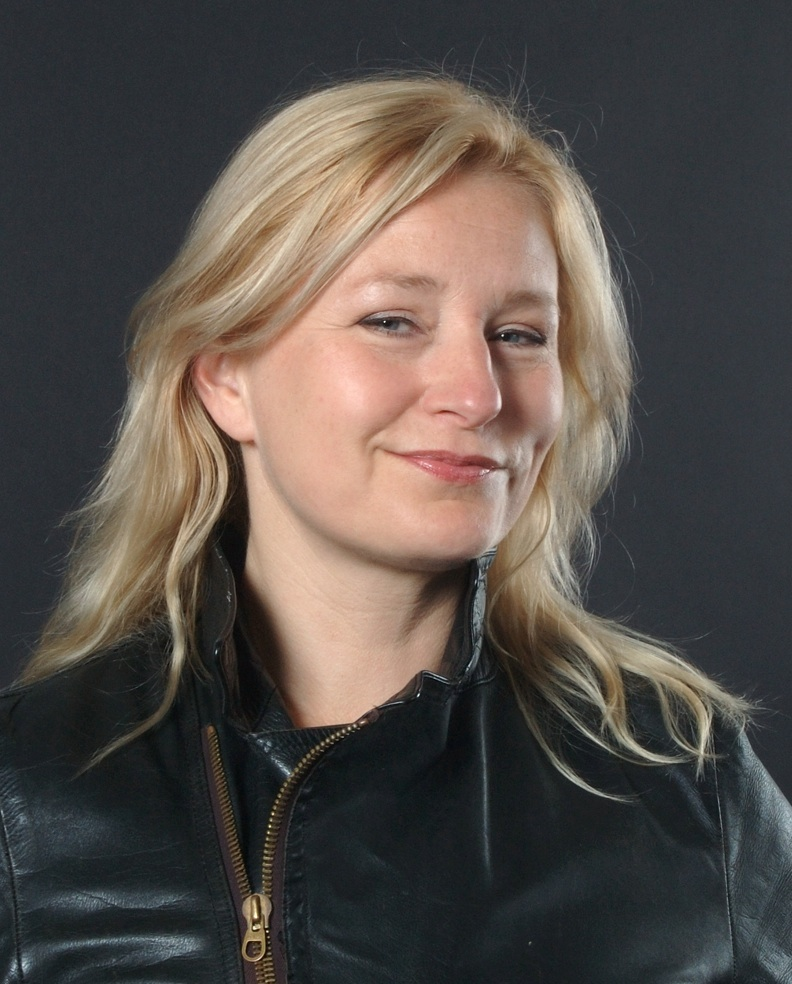
Ellis van Maarseveen

In 1987 werd Van Maarseveen gevraagd voor een rol in een Amerikaanse productie. Samen met de Nederlander Rutger Hauer (luitenant Alexander Petsjerski) en de Amerikaan Alan Arkin speelde zij de rol van Selma Wijnberg in Escape from Sobibor, over de ontsnapping uit het concentratiekamp Sobibór. Op de set leerde ze Robert Gwilym kennen, met wie ze later zou trouwen. Samen met Gwilym verhuisde Van Maarseveen naar Londen. Zij kreeg gastrollen in Inspector Morse, Ruth Rendell Mysteries, Bugs en andere televisie- en filmproducties, maar werkte ook als voice-over. Ook produceerde en regisseerde ze documentaires. Tevens speelde ze in het theater in Groot-Brittannië: in het Glasgow Citizens Theatre was zij te zien in de hoofdrol van A Tale of Two Cities en daarnaast in Lady Windermere's fan. Eveneens was ze te zien in Londen in Pains of Youth en als de echtgenote van Ray Winstone die de titelrol speelde in 'Mr. Hinkemann'.

## Terugkomst in Nederland
Na haar terugkomst in Nederland speelde Van Maarseveen de rol van Geesje ter Lake in Goede tijden, slechte tijden. De laatste jaren heeft ze gastrollen gespeeld in Gooische Vrouwen, Spoorloos verdwenen, S1ngle en in speelfilms als Alles is Liefde, De vliegenierster van Kazbek en Den Helder. In Den Haag heeft zij het Engelstalige gezelschap Tusk International Theatre Company opgezet, waarbij ze zowel regisseert alsook acteert. Ze verleent ook haar stem aan Tecna in de serie Winx Club.

## Verdere internationale carrière
In 2011 verhuisde Van Maarseveen naar Japan om daar les te geven en workshops te volgen in traditioneel Japans theater (kyogen) en zich verder te verdiepen in klassiek en modern Japans theater. Ze schrijft theaterstukken die zich richten op intercultureel theater. Sei shun was haar eerste stuk dat vertaald werd in het Japans, met als onderwerp 'hikikomori', een verschijnsel waarbij jonge mensen zich in hun kamer opsluiten om zich te verwijderen van hun familie, school, opleiding en/of baan.